# Hermanos Ibarretxe
Los hermanos Ibarretxe fueron tres hermanos cineastas vascos: —Javier, José Miguel y Esteban Ibarretxe— que crearon un cine dentro del género de la comedia con un estilo propio e influencias de los Hermanos Marx o de los Monty Python. Desarrollaron sus producciones en la década de los 90 y principios de los 2000.

## Comienzos
A finales de los 70, el padre de los hermanos, Juan Antonio Ibarretxe, un marino bermeano que fue piloto del bando republicano durante la guerra civil y llegó a ser ascendido con el rango de coronel en los años 80, regaló a los hermanos una cámara de súper 8 con la que empezaron a grabar pequeños cortos experimentales. Mientras Javier estudiaba en la recién fundada Escuela de Teatro de Getxo filmó un documental para una de las obras de teatro del taller que se convirtió en el germen del primer cortometraje de los hermanos: «Persecución implacable» (1987), una secuencia de trepidantes persecuciones policiacas rodadas por Javier con la primera cámara de 16 milímetros que José Miguel había conseguido como pago a una serie de cuadros sobre Tintín. La buena acogida que tuvo el cortometraje los animó a seguir rodando, esta vez, con una mayor estructura y un guion elaborado. Nació entonces «La venganza del artista calvo» (1989), cortometraje dirigido y producido por Javier y escrito por José Miguel. Es la primera vez que Santiago Ibarretxe, el hermano músico del clan compuso algunos temas para el corto.

## Trayectoria
En 1991 rodaron el cortometraje «In vino veritas», una comedia negra protagonizada por Álvaro Ordóñez y Jon Inciarte, los actores que más acompañaron las creaciones ibarretxianas. También contaron con la inestimable colaboración de su amigo, el ya desaparecido Álex Angulo, que los acompañaría en otros largometrajes. Esteban se ponía desde entonces a los mandos de la dirección.
Unos años más tarde, 1994, fue un año fructífero en el que además del cortometraje «Malditas sean las suegras», inspirada en El Padrino, realizaron la innovadora y original serie de TV para ETB y protagonizada por Juan Echanove: «Las memorias de Karbo Vantas», en la que, haciendo uso del blanco y negro y el estilo documental se narran las memorias del director de una agencia de detectives dotados de poderes paranormales. En esta ocasión —y en adelante— la banda sonora original estuvo a cargo del hermano músico del clan: Santiago Ibarretxe.
En 1996 el productor Andrés Vicente Gómez apuesta por un guion escrito por José Miguel y Esteban que narra las aventuras de un actor que con tal de alcanzar la fama está dispuesto a ignorar su propia muerte: «Sólo se muere dos veces» es el primer largometraje de los hermanos. Esta comedia sobrenatural está basada en un primer guion de José Miguel: «El actor encasillado». Para llevar a cabo la película contaron un reparto singular: Juan Inciarte, Álex Angulo, Alaska, Andoñi Ferreño, Ángel de Andrés, Jesús Bonilla y la colaboración de Narciso Ibáñez Menta.

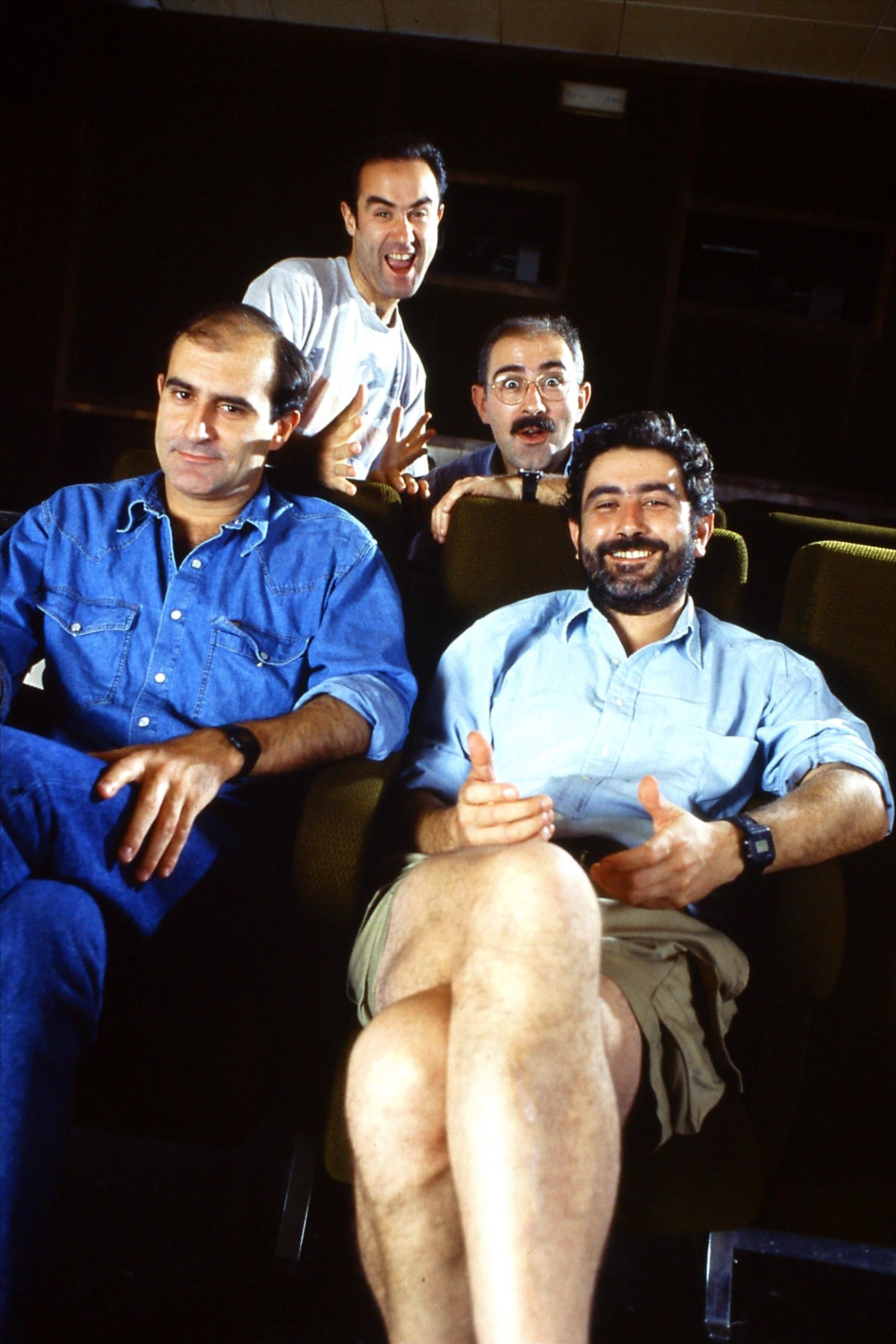
Hermanos Ibarretxe junto a su otro hermano Santiago Ibarretxe, músico, autor de todas las bandas sonoras de sus películas.

Durante el verano del año 1999 se rodó en coproducción con Francia, la obra más ambiciosa de los hermanos: «Sabotage!» una alocada comedia sobre la batalla de Waterloo en la que Napoleón y Wellington, además de ser contrincantes en el campo de batalla, lo son también en la disputa amorosa con una agente doble, mientras un cabo francés con delirios de grandeza suplanta al pequeño corso durante la contienda.
En esta ocasión contaron con un reparto estelar con, entre otros, Stephen Fry y Santiago Segura. La película fue coescrita entre José Miguel y Esteban con Javier y Eduardo Carneros en la producción y la partitura musical a cargo del hermano pequeño, Santiago.
Después de «Sabotage!», hubo una época en la que los hermanos siguieron produciendo largometrajes a través de su productora y José Miguel trabajó en diversos proyectos televisivos como guionista. En la ETB2 fue uno de los artífices del exitoso programa “Vaya Semanita” que arrancó en 2003.
En el 2003 la productora de los hermanos: Ibarretxe & Co —que tomó el nombre de la tienda de instrumentos de navegación que su padre, Juan Antonio Ibarretxe, había tenido en Bilbao unas décadas antes —, financió el cortometraje de Nacho Vigalondo «7:35 de la mañana» nominada a los premios Óscar al año siguiente.
La siguiente colaboración de la productora con Vigalondo fue su ópera prima «Los Cronocrímenes», 2007, un largometraje de ciencia ficción sobre viajes en el tiempo que cosechó el respeto de la crítica internacional y se convirtió en una cinta de culto.
La última película de los Hermanos Ibarretxe fue «Un mundo casi perfecto» que se rodó en Bilbao en 2010. Una divertida comedia acerca de un guionista en horas bajas que se convierte por casualidad en testigo de un atraco y a partir de ahí su vida se convierte en una encrucijada sentimental, laboral, creativa y vital.
Javier Merino y Antonio Dechent dieron vida a los personajes principales de la que sería la última película que rodaron juntos los hermanos junto con la colaboración de Santiago, el hermano músico.
Dos años más tarde cerraron la productora, pero cada uno siguió con sus propios proyectos: José Miguel escribiendo novelas, guiones, pintando cuadros, haciendo esculturas, mientras Esteban se embarcó en la traducción y corrección de guiones.
Javier falleció en el año 2014 de cáncer hepático. José Miguel dejó este mundo en 2018, también por complicaciones de una enfermedad hepática y, finalmente, Esteban se unió a sus hermanos en enero de 2022.
Juntos dejan un legado cinematográfico que es historia cultural de Euskadi, como pioneros del cine independiente vasco.

## Filmografía

### Largometrajes
- “Un Mundo Casi Perfecto”, de José Miguel y Esteban Ibarretxe (2011). En competición en el Festival de Málaga, sección ZonaZine. Con la participación de ETB y el Icaa.
- “Sabotage!”,(2000). Coproducción internacional de IBARRETXE & Co., Kinovisión (España), CINÉ B y PATHÉ! (Francia) y SPICE FACTORY (Reino Unido), con la participación de TVE, VÍA DIGITAL, ETB y CANAL + Francia. Una película de José Miguel y Esteban Ibarretxe, protagonizada por Dominique Pinon, Stephen Fry, David Suchet, y Alexandra Vandernoot. Distribuida en España por UIP/ARABA FILMS y en el resto del mundo por PATHÉ!.
- “Sólo se muere dos veces”, (1996). Escrita y dirigida por los hermanos Ibarretxe. Producida por Andrés Vicente Gómez para LOLAFILMS y SOGETEL en asociación con IBARRETXE & Co., con la participación de CANAL + y SOGEPAQ. Premio Méliès de Plata[9] en Sitges’96 a la Mejor Película Fantástica Europea. Premio al Mejor Actor a Juan Inciarte en el Festival de Cine Fantástico de Oporto Fantasporto ’97. Distribuida por Sogepaq.

### Cortometrajes
- "Persecución Implacable" Cortometraje en 16 mm, 1987.
- "Unos minutos con el profesor Kentley" Cortometraje en super 8, 1988
- "La venganza del artista Calvo" Cortometraje en 16 mm, 1989.
- “In Vino Veritas”. Cortometraje en 35 mm, 1991.
- “Malditas Sean las Suegras” Cortometraje en 35 mm, 1994.

## Filmografía como productores

### Largometrajes
- “Las Acacias”, de Pablo Giorgelli (2011). Coproducción con Argentina (Utópica, Proyecto Experience y Arielcine) con la participación del INCAA, Ibermedia, ICAA y TVE. Premio mejor guion inédito del 29 Festival de La Habana. Premio Camera D’or del festival de Cannes 2011. Premio Horizontes del Festival de San Sebastián 2011.

- “Aballay, el hombre sin miedo”, de Fernando Spiner (2010). Una coproducción con Boya Films y el Incaa (Argentina). Premio Balance de Plata de Público y Crítica y Premio Movicity, Festival Internacional de Mar de Plata. En competición en la sección Panorama Iberoamericano del Festival de Málaga.
- “La Mujer del Anarquista”, de Marie Noëlle y Peter Sehr (2008). Una producción de Zip Films en coproducción con Partisan Films (Alemania) y Cinè Boissiere (Francia), con la participación de Mes Films, TVE, TVC, Icaa, Ico e ICIC.

- “Los Cronocrímenes”, de Nacho Vigalondo (2007). Con la participación de ETB, TeleMadrid, TV Castilla La Mancha, TV Canarias, Gobierno Vasco, Gobierno de Cantabria, Audiovisual SGR, Icaa, ICIC e ICO. Adquirida por MAGNOLIA PICTURES para su distribución en USA y el resto del mundo. Vendida a más de 25 territorios. Distribuida en España por VERSUS Entertainment.
- “Muertos Comunes”, de Norberto Ramos (2004). Una producción de KV ENTERTAINMENT y CASTELAO en asociación con Elemental Films. Con la participación de CANAL + y ETB. Distribuida por FILMAX.
- “Güija”, de Juan Pedro Ortega (2003). Coproducción de IBARRETXE & Co con ELEVEN DREAMS y la participación de TVE, la Televisión de Cataluña y el Departamento de Cultura del Gobierno Vasco, la Generalitat y el ICAA. Distribuida por AURUM.
- "Descongélate”. Una film de Félix Sabroso y Dunia Ayaso (2003). Una producción de EL DESEO y MEDIA PRO en asociación con IBARRETXE & Co. Distribuida por Warner.
- “Jericho Mansions”, (2002) servicios de producción en España de este thriller estadounidense, dirigido por Alberto Sciamma y protagonizado por James Caan, Jennifer Tilly y Maribel Verdú. Una producción de MILAGRO FILMS y SPICE FACTORY.

### Cortometrajes
- "La buena madre" Cortometraje de José Antonio Vitoria, 1995.
- “7:35 de la mañana”, (2003). Escrita y dirigida por Nacho Vigalondo. Cortometraje nominado al Óscar en 2005 con más de 60 premios en Festivales.
- “Dos Encuentros”, de Alan Griffin (2004). Premio Zinebi.

- “Avant Pétalos Grillados”, (2006) Cortometraje de César Velasco Broca, seleccionado para Cannes 2008.

### Programas de TV
- “Misión LipDub” (2011). Gala Especial de Reyes para ETB-2.
- “El Show de Arthur Rowshan”, (2001). Serie de programas de variedades para el prime-time de ETB presentados por Lorena Bernal y Juanma López Iturriaga.
- “Agur Olentzero, agur” (1998), de Iván Belástegui. La primera Tvmovie producida en Euskadi. Una coproducción con ETB para la programación navideña de ETB-1 y ETB-2.
- “Las memorias de Karbo Vantas”. (1994). Teleserie de cinco capítulos con guion y dirección de José Miguel y Esteban Ibarretxe. Seleccionada entre más de 600 producciones de todo el mundo para la sección “Great things come in small packages” de la Conferencia Internacional de Televisiones Públicas INPUT'95, por su originalidad e innovación.

## Premios
- “Aballay, el hombre sin miedo”, de Fernando Spiner (2010). Una coproducción con Boya Films y el Incaa (Argentina). Premio Balance de Plata de Público y Crítica y Premio Movicity, Festival Internacional de Mar de Plata.
- “Las Acacias”, de Pablo Giorgelli (2011).Premio Camera D’or del festival de Cannes 2011. Premio Horizontes del Festival de San Sebastián 2011.
- “7:35 de la mañana”, (2003). Escrita y dirigida por Nacho Vigalondo. Cortometraje nominado al Óscar en 2005 con más de 60 premios en Festivales.
- “Sólo se muere dos veces” Escrita y dirigida por los hermanos Ibarretxe (1996) Premio Méliès de Plata en Sitges’96 a la Mejor Película Fantástica Europea. Premio al Mejor Actor a Juan Inciarte en el Festival de Cine Fantástico de Oporto Fantasporto ’97.
- “Dos Encuentros”, de Alan Griffin (2004). Premio ZINEBI.

## Spots publicitarios
- “Cambia tus hábitos, conduce sin alcohol”, Campaña de Tráfico para el Gobierno Vasco (1990).
- “El Padrino IV” para la academia Concord Idiomas (1989).
- “Versalles” para la cadena de perfumerías Zuetxe (1989).
- “Crédito joven BBK” para la agencia BSB.
- Video promocional para la Facultad de Ciencias Sociales y de la Comunicación UPV/EHU en su 25.º aniversario (2005).